# CIKI-FM

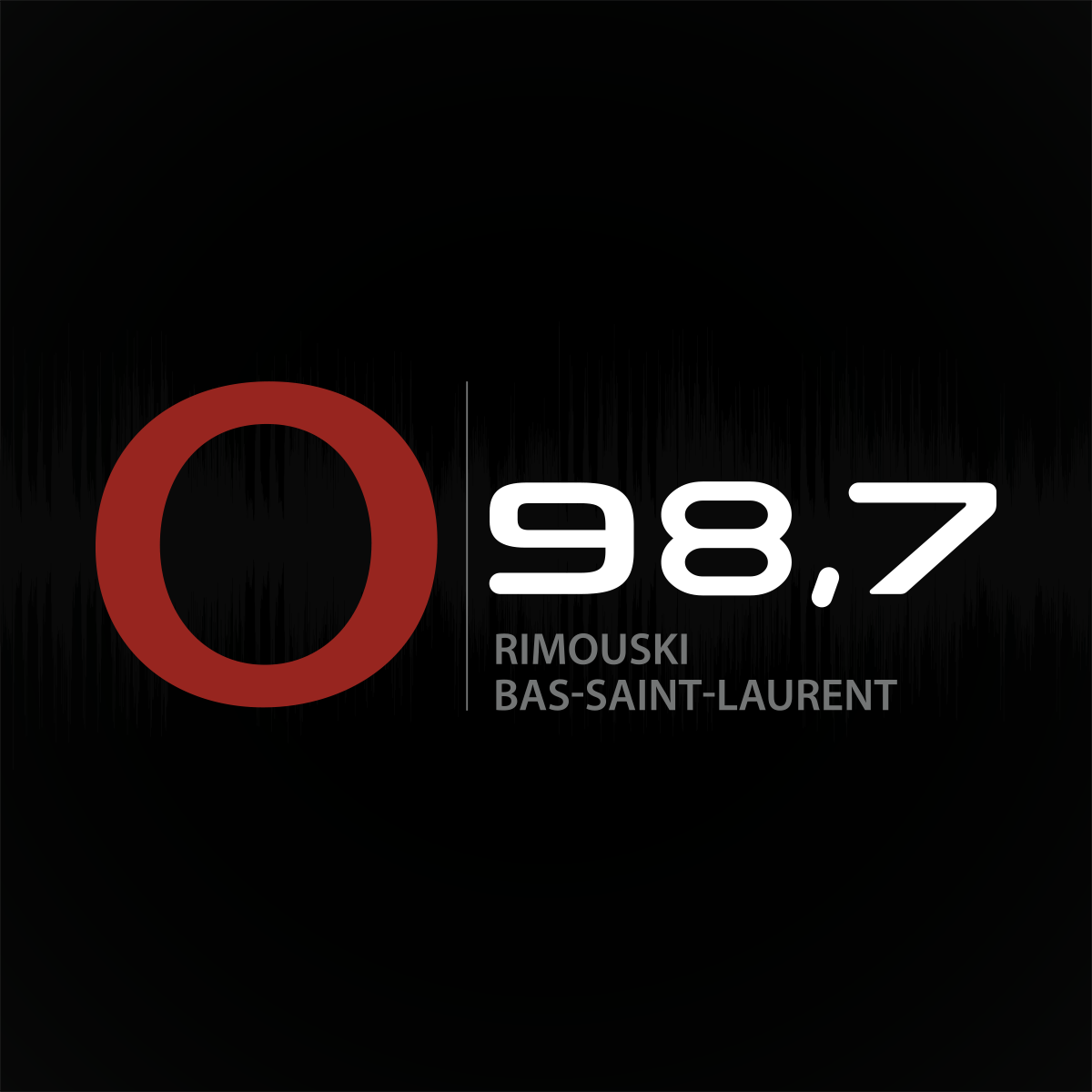

CIKI-FM diffusant sous le nom de O 98,7 Rimouski Bas-Saint-Laurent est une station de radio commerciale privée québécoise à Rimouski, au Québec, appartenant à Arsenal Media et affiliée au réseau O.
La station de classe C diffuse sur la fréquence 98,7 MHz avec une puissance d'antenne de 63 100 watts via un émetteur unidirectionnel, et un ré-émetteur CIKI-FM-2 à la fréquence 93,9 MHz d'une puissance de 750 watts à Sainte-Marguerite-Marie.
O diffuse de la musique de format rock classique.

## Histoire
En 1986, la Compagnie de Radiodiffusion Rimouski obtient une licence de radiodiffusion du CRTC à la fréquence 104,5 MHz d'une puissance de 58 700 watts. En 1987, la nouvelle station change de fréquence pour le 98,7 MHz d'une puissance de 41 300 watts, et se fait acheter par Diffusion Power Inc..
Ouverture de CIKI-FM le 14 février 1988 par La Compagnie de Radiodiffusion Rimouski Ltée et compte huit animateurs : Marc Bossé de CKCN-AM de Sept-îles, Christine Gagnon de CFLP-AM de Rimouski, Éric Bernard de CHOI-FM de Québec, Michel Dorval également de CHOI-FM, Éric Nolin de CJMF-FM de Québec, Sylvain Simard de CFVM-AM d'Amqui, Marc Godbout de CKRT-TV de Rivière-du-Loup, et Éric Gagnon (nouveau). Adoptant un style 'dance music' elle s'est affiliée l'année suivante au réseau Radio Énergie de Radiomutuel. Un ré-émetteur de faible puissance (750 watts) est ajouté fin 1989 à Sainte-Marguerite-Marie à la fréquence 93,9 MHz.

### CKOI
Corus Entertainment pris acquisition de Diffusion Power Inc. en mars 2000, alors que son compétiteur Astral Média a acquis Radiomutuel en 1999 et Télémédia en 2001. Corus désaffilie CIKI du réseau Énergie, et devient une station à l'image CKOI à l'automne 2001. Le logo est adapté au style de CKOI-FM, la station conserve sa programmation locale avec les animateurs Benoît Primeau, Dominique Audet, Christian Parent, Guillaume Savard et Pat Lavoie. Elle ne diffuse que quelques émissions en réseau avec CKOI-FM Montréal, notamment La Fureur.

### Astral Media
En 2005, Astral Media fait un échange de stations avec Corus Québec et complète la transaction d'achat de CIKI le 27 juin 2005 en réintégrant la station au réseau Énergie.
Le 24 août 2009, CIKI et les stations du réseau Énergie diffusent sous le nom de NRJ, un groupe radio qui possède des stations dans plusieurs pays dans le monde, à la suite d'un accord conclu entre Astral Media et NRJ Group.

### Bell Média
Le 16 mars 2012, Bell Canada (BCE) annonce son intention de faire l'acquisition d'Astral Média, incluant le réseau NRJ, pour 3,38 milliards de dollars. La transaction a été refusée par le CRTC. Bell Canada a alors déposé une nouvelle demande le 4 mars 2013, qui a été approuvée le 27 juin 2013.
En août 2015, le réseau revient à son appellation d'origine Énergie.

### Arsenal Media
Le 8 février 2024, Bell Média annonce la vente de CIKI et CJOI-FM à Arsenal Media. Arsenal a l'intention de désaffilier CIKI, qui rejoindra son réseau O, disponible à Matane. La transaction est approuvée le 11 mars 2025 et change d'affiliation le 22 avril 2025.

### Identité visuelle (logo)

Logo entre 2001 et 2005 (Corus Québec)
Logo entre 2005 et 2009
Logo entre 2009 et 2014
Logo d'Est du Québec 98,7 de 2014 à août 2015.
Logo d'Énergie 98,7 d'août 2015 au 21 avril 2025

### Slogan
- « Le son de l'Est du Québec » (août 2002 - juin 2005)
- « Méchante radio » (août 2009 - décembre 2010)
- « La Radio des Hits » (à partir de janvier 2011)
- « Toujours en tête » (à partir d'août 2015)
- « Plus de Classiques, Plus de Fun » (à partir d'août 2019)

## Studios
Ses studios sont situés dans les mêmes locaux que sa station sœur CJOI-FM au 287, rue Pierre-Saindon, bureau 502.

## Programmation
La programmation provient de Rimouski du lundi au vendredi de 5 h 30 à 11 h 30 et de 13 h à 15 h, ainsi que les week-ends de 11 h à 17 h. Le reste provenant du réseau O.

## Anciens animateurs (Énergie Rimouski)
- Mathieu Guimond , animateur LE BOOST!
- Stéphanie Gagné, animatrice LE BOOST!
- Alexandre Bergeron, animateur LE BOOST! et VOS CLASSIQUES AU TRAVAIL.
- Babu, animateur WEEK-END ÉNERGIE.

## Ancien animateurs de CIKI-FM
- Pierre-Marc Babin
- Michel Dorval
- Marc Bossé, maintenant à O97,3 Victoriaville
- Christine Gagnon
- Éric Bernard
- Mario Fournier
- Francois Lafond
- Sylvain Simard
- Martin Grenier
- Steeve Landry
- Éric Gagnon
- Éric Nolin
- Dominike Audet
- Jean-François Boucher
- Tobie Bureau-Huot, maintenant à CKMF-FM Montréal.
- Sabrina Cournoyer, maintenant à CKMF-FM Montréal.
- Mélanie Gagné, maintenant à MétéoMédia.
- Karine Lessard, passée par CHLX-FM Planète Gatineau.
- Katie Ratté
- Félix Rondeau
- Benoît Primeau
- Martin Brassard